# Armadillidium
Genre
Classification phylogénétique
- Mandibulates
  - Myriapodes
  - Pancrustacés
    - Rémipèdes
    - Céphalocarides
    - Maxillopodes
    - Branchiopodes
    - Malacostracés
      - Eumalacostracés
        - Peracarides
          - Isopodes
            - Asellota
            - Calabozoidea
            - Cymothoida
            - Limnoriidea
            - Oniscidea
              - Armadillidiidae
                - Alloschizidium
                - Armadillidium
                - Ballodillium
                - Cristarmadillidium
                - Cyphodillidium
                - Echinarmadillidium 
                - Eleoniscus
                - Eluma
                - Paxodillidium
                - Platanosphaera
                - Schizidium
                - Trichodillidium
                - Troglarmadillidium
                - Typhlarmadillidium

            - Phoratopidea
            - Phreatoicidea
            - Sphaeromatidae
            - Tainisopidea
            - Valvifera

    - Hexapodes

Armadillidium est un genre de cloportes, des crustacés terrestres. Les espèces d’Armadillidium sont souvent confondues avec des myriapodes tels que Glomeris marginata. Elles se caractérisent par leur capacité à se mettre en boule lorsqu'elles sont dérangées. Elles se nourrissent principalement de mousses, d'algues, d'écorces et d'autres matières organiques en décomposition. On les trouve communément dans des endroits humides tels que les feuilles en décomposition ou le sol. Armadillidium vulgare est l'espèce la plus représentée en Europe, et elle a été disséminée sur l'ensemble de la planète par les activités humaines.
La coloration remarquable des jeunes A. klugii imite la forme de sablier rouge que porte les araignées veuves noires de Méditerranée Latrodectus tredecimguttatus. Il s'agit probablement d'un genre de mimétisme permettant d'éviter les prédateurs, ces derniers prenant cet animal sans danger pour une araignée venimeuse.
Contrairement aux autres arthropodes tels que les insectes ou les araignées, les cloportes ne possèdent pas de cuticule cireuse leur permettant de réduire la transpiration de leur corps. D'autre part, ils possèdent aussi un système respiratoire atypique appelé pseudotrachées leur permettant de respirer, ce système respiratoire devant toujours être humide pour être fonctionnel. Un individu peut vivre généralement de 2 à 3 ans. Les femelles peuvent réaliser une à deux portées par an du printemps à l'automne. À chaque portée, une centaine d'œufs est pondue dans un marsupium correspondant à une poche ventrale. Le marsupium doit être maintenu rempli de liquide marsupial jusqu'à ce que les petits émergent de la mère et se dispersent.

## Espèces
Il y a 178 espèces reconnues dans le genre Armadillidium :

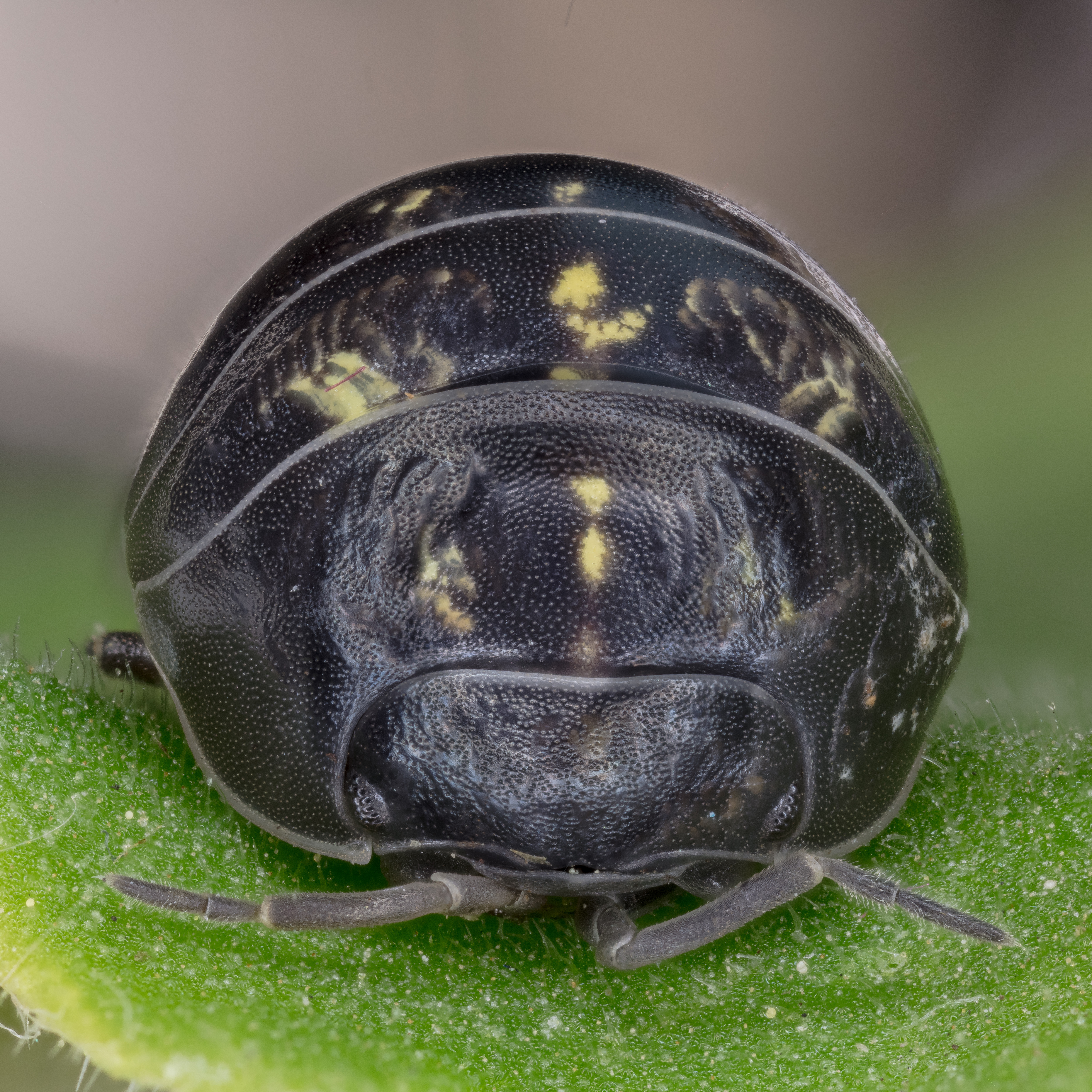
Armadillidium granulatum

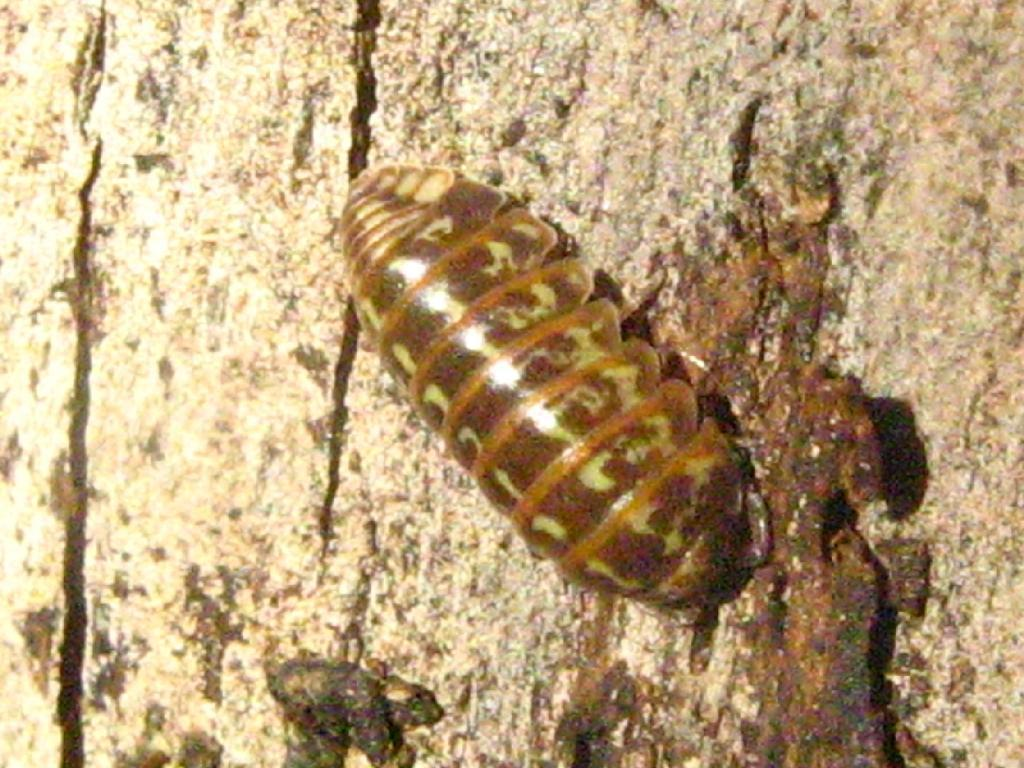
Armadillidium pictum

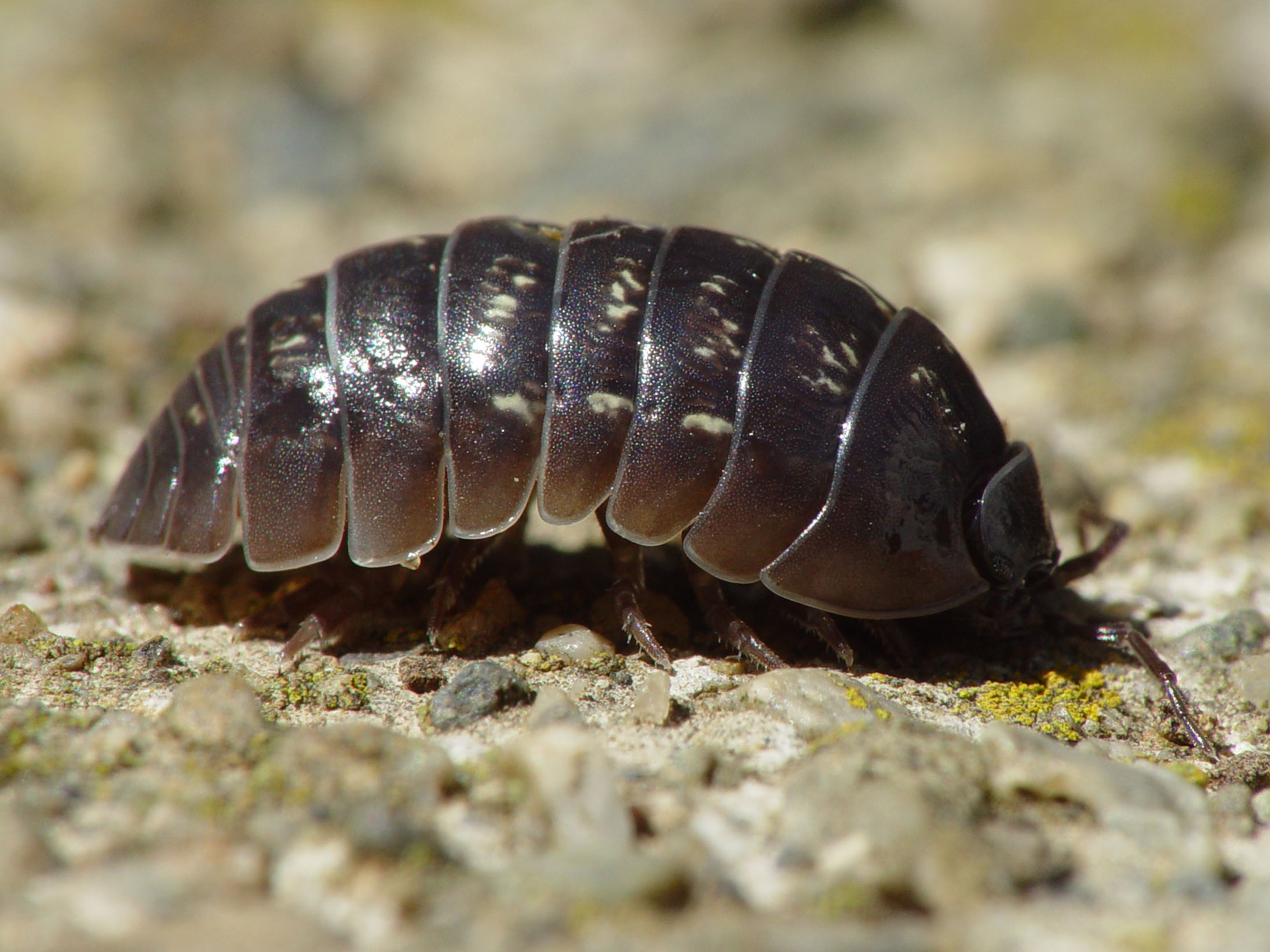
Armadillidium vulgare

- Armadillidium absoloni Strouhal, 1939
- Armadillidium aegaeum Strouhal, 1929
- Armadillidium aeginense Strouhal, 1939
- Armadillidium aelleni Caruso & Ferrara, 1982
- Armadillidium alassiense Verhoeff, 1910
- Armadillidium albanicum Verhoeff, 1901
- Armadillidium albigauni Arcangeli, 1935
- Armadillidium albomarginatum Verhoeff, 1901
- Armadillidium album Dollfus, 1887
- Armadillidium ameglioi Arcangeli, 1914
- Armadillidium amicorum Rodríguez & Vicente, 1993
- Armadillidium anconanum Verhoeff, 1928
- Armadillidium apenninigerum Verhoeff, 1936
- Armadillidium apenninorum Verhoeff, 1928
- Armadillidium apfelbecki Dollfus, 1895
- Armadillidium apuanum Taiti & Ferrara, 1995
- Armadillidium arcadicum Verhoeff, 1902
- Armadillidium arcangelii Strouhal, 1929
- Armadillidium argentarium Verhoeff, 1931
- Armadillidium argolicum Verhoeff, 1907
- Armadillidium artense Strouhal, 1956
- Armadillidium assimile Budde-Lund, 1885
- Armadillidium atticum Strouhal, 1929
- Armadillidium azerbaidzhanum Schmalfuss, 1990
- Armadillidium badium Budde-Lund, 1885
- Armadillidium baldense Verhoeff, 1902
- Armadillidium banaticum Verhoeff, 1907
- Armadillidium beieri Strouhal, 1937
- Armadillidium bicurvatum Verhoeff, 1901
- Armadillidium bosniense Strouhal, 1939
- Armadillidium brentanum Verhoeff, 1931
- Armadillidium bulgaricum Frankenberger, 1941
- Armadillidium calabricum Verhoeff, 1908
- Armadillidium canaliferum Verhoeff, 1908
- Armadillidium capreae Verhoeff, 1944
- Armadillidium carniolense Verhoeff, 1901
- Armadillidium carynthiacum Verhoeff, 1939
- Armadillidium cavannai Arcangeli, 1960
- Armadillidium cephalonicum Strouhal, 1929
- Armadillidium cetinjense Strouhal, 1927
- Armadillidium chazaliei Dollfus, 1896
- Armadillidium clausi Verhoeff, 1901
- Armadillidium clavigerum Verhoeff, 1928
- Armadillidium corcyraeum Verhoeff, 1901
- Armadillidium cruzi Garcia, 2003
- Armadillidium cythereium Strouhal, 1937
- Armadillidium dalmaticum Strouhal, 1939
- Armadillidium decorum Brandt, 1833
- Armadillidium delattini Verhoeff, 1943
- Armadillidium depressum Brandt, 1833
- Armadillidium djebalensis Vandel, 1958
- Armadillidium dollfusi Verhoeff, 1902
- Armadillidium elysii Verhoeff, 1936
- Armadillidium epiroticum Strouhal, 1956
- Armadillidium espanyoli Cruz, 1990
- Armadillidium esterelanum Dollfus, 1887
- Armadillidium etruriae Ferrara & Taiti, 1978
- Armadillidium euxinum Verhoeff, 1929
- Armadillidium fallax Brandt, 1833
- Armadillidium ficalbii Arcangeli, 1911
- Armadillidium flavoscutatum Strouhal, 1927
- Armadillidium fossuligerum Verhoeff, 1902
- Armadillidium frontemarginatum Strouhal, 1927
- Armadillidium frontetriangulum Verhoeff, 1901
- Armadillidium frontirostre Budde-Lund, 1885
- Armadillidium furcatum Budde-Lund, 1885
- Armadillidium galiciense Schmölzer, 1955
- Armadillidium germanicum Verhoeff, 1901
- Armadillidium gestroi Tua, 1900
- Armadillidium ghardalamensis Caruso & Hili, 1991
- Armadillidium granulatum Brandt, 1833
- Armadillidium hauseni Schmalfuss, 1985
- Armadillidium herzegowinense Verhoeff, 1907
- Armadillidium hessei Verhoeff, 1930
- Armadillidium hirtum Budde-Lund, 1885
- Armadillidium humectum Strouhal, 1937
- Armadillidium humile Strouhal, 1936
- Armadillidium inflatum Verhoeff, 1907
- Armadillidium insulanum Verhoeff, 1907
- Armadillidium irmengardae Strouhal, 1956
- Armadillidium janinense Verhoeff, 1902
- Armadillidium jaqueti Dollfus, 1897
- Armadillidium jonicum Strouhal, 1927
- Armadillidium justi Strouhal, 1937
- Armadillidium kalamatense Verhoeff, 1907
- Armadillidium kalamium Strouhal, 1956
- Armadillidium klaptoczi Verhoeff, 1908
- Armadillidium klugii Brandt, 1833
- Armadillidium kochi Dollfus, 1887
- Armadillidium kossuthi Arcangeli, 1929
- Armadillidium laconicum Strouhal, 1938
- Armadillidium lagrecai Vandel, 1969
- Armadillidium laminigerum Verhoeff, 1907
- Armadillidium lanzai Taiti & Ferrara, 1996
- Armadillidium littorale Taiti & Ferrara, 1996
- Armadillidium lobocurvum Verhoeff, 1902
- Armadillidium lymberakisi Schmalfuss, Paragamian & Sfenthourakis, 2004
- Armadillidium maccagnoae Arcangeli, 1960
- Armadillidium maculatum Risso, 1816
- Armadillidium mareoticum Budde-Lund, 1885
- Armadillidium marinense Verhoeff, 1902
- Armadillidium marinensium Verhoeff, 1928
- Armadillidium marmoratum Strouhal, 1929
- Armadillidium marmorivagum Verhoeff, 1934
- Armadillidium mateui Vandel, 1953
- Armadillidium messenicum Verhoeff, 1902
- Armadillidium mohamedanicum Verhoeff, 1929
- Armadillidium narentanum Verhoeff, 1907
- Armadillidium nasatum Budde-Lund, 1885
- Armadillidium niger Kortshagin, 1887
- Armadillidium obenbergeri Frankenberger, 1941
- Armadillidium odhneri Verhoeff, 1930
- Armadillidium oglasae Ferrara & Taiti, 1978
- Armadillidium omblae Verhoeff, 1900
- Armadillidium opacum (C. Koch, 1841)
- Armadillidium ormeanum Verhoeff, 1931
- Armadillidium paeninsulae Ferrara & Taiti, 1978
- Armadillidium pallasii Brandt, 1833
- Armadillidium pallidum Verhoeff, 1907
- Armadillidium panningi Strouhal, 1937
- Armadillidium pardoi Vandel, 1956
- Armadillidium parvum Strouhal, 1938
- Armadillidium pelagicum Arcangeli, 1957
- Armadillidium pelionense Strouhal, 1928
- Armadillidium peloponnesiacum Verhoeff, 1901
- Armadillidium peraccai Tua, 1900
- Armadillidium pictum Brandt, 1833
- Armadillidium pilosellum Dollfus, 1896
- Armadillidium ponalense Verhoeff, 1934
- Armadillidium portofinense Verhoeff, 1908
- Armadillidium pretusi Cruz, 1990
- Armadillidium pseudassimile Taiti & Ferrara, 1980
- Armadillidium pseudovulgare Verhoeff, 1902
- Armadillidium pulchellum (Zenker, 1798)
- Armadillidium quinquepustulatum Budde-Lund, 1885
- Armadillidium rhodopinum Verhoeff, 1936
- Armadillidium rojanum Verhoeff, 1936
- Armadillidium rosai Arcangeli, 1913
- Armadillidium ruffoi Arcangeli, 1940
- Armadillidium rupium Verhoeff, 1928
- Armadillidium sanctum Dollfus, 1892
- Armadillidium savonense Verhoeff, 1931
- Armadillidium saxivagum Verhoeff, 1901
- Armadillidium scaberrimum Stein, 1859
- Armadillidium scabrum Dollfus, 1892
- Armadillidium schmalfussi Caruso & Lombardo, 1982
- Armadillidium serrai Cruz & Dalens, 1990
- Armadillidium serratum Budde-Lund, 1885
- Armadillidium siculorum Verhoeff, 1908
- Armadillidium silvestrii Verhoeff, 1931
- Armadillidium simile Strouhal, 1937
- Armadillidium simoni Dollfus, 1887
- Armadillidium sordidum Dollfus, 1887
- Armadillidium stagnoense Verhoeff, 1902
- Armadillidium steindachneri Strouhal, 1927
- Armadillidium stolikanum Verhoeff, 1907
- Armadillidium storkani Frankenberger, 1941
- Armadillidium strinatii Vandel, 1961
- Armadillidium sulcatum Milne-Edwards, 1840
- Armadillidium tabacarui Gruia, Iavorschi & Sarbu, 1994
- Armadillidium teramense Verhoeff, 1933
- Armadillidium tigris Budde-Lund, 1885
- Armadillidium tirolense Verhoeff, 1901
- Armadillidium torchiai Taiti & Ferrara, 1996
- Armadillidium traiani Demianowicz, 1932
- Armadillidium tripolitzense Verhoeff, 1902
- Armadillidium tyrrhenum Taiti & Ferrara, 1980
- Armadillidium vallombrosae Verhoeff, 1907
- Armadillidium valonae Arcangeli, 1952
- Armadillidium verhoeffi Rogenhofer, 1915
- Armadillidium versicolor Stein, 1859
- Armadillidium versluysi Strouhal, 1937
- Armadillidium vulgare (Latreille, 1804)
- Armadillidium werneri Strouhal, 1927
- Armadillidium xerovunense Strouhal, 1956
- Armadillidium zangherii Arcangeli, 1923
- Armadillidium zenckeri Brandt, 1833
- Armadillidium zuellichi Strouhal, 1937